# 1900 na arte

## Eventos
- 14 de Abril - Inauguração da Exposição Universal de Paris.
- Abertura da Coleção Wallace em Londres, Inglaterra.
- Francisco da Silva Gouveia (escultor), recebe a medalha de prata na Exposição Universal de Paris.

## Quadros
- Autorretrato de Aurélia de Sousa.

## Nascimentos
| Data           | Nome                         | Profissão                                               | Nacionalidade                              | Observações | Ref         |
| -------------- | ---------------------------- | ------------------------------------------------------- | ------------------------------------------ | ----------- | ----------- |
| 1 de janeiro   | Amadeo Luciano Lorenzato     | pintor e escultor                                       | Brasil                                     | m. 1995     |             |
| 5 de janeiro   | Yves Tanguy                  | pintor surrealista                                      | França                                     | m. 1955     |             |
| 8 de janeiro   | Serge Poliakoff              | pintor                                                  |                                            | m. 1969     |             |
| 10 de janeiro  | Harry Kernoff                | pintor                                                  | Reino Unido                                | m. 1974     |             |
| 28 de janeiro  | Alice Neel                   | pintor                                                  |                                            | m. 1984     |             |
| 31 de janeiro  | Betty Parsons                | pintor e galerista                                      |                                            | m. 1982     |             |
| 10 de março    | Corrado Parducci             | escultor arquitetural                                   | Itália / Estados Unidos                    | m. 1981     |             |
| 15 de março    | Mário Eloy                   | pintor                                                  | Reino Unido de Portugal, Brasil e Algarves | m. 1951     |             |
| 13 de abril    | Pierre Molinier              | pintor e fotógrafo                                      | França                                     | m. 1976     |             |
| 20 de abril    | Jacques Adnet                | designer modernista, arquiteto e designer de interiores | França                                     | m. 1984     |             |
| 13 de junho    | Pierre Matisse               | galerista                                               |                                            | m. 1989     |             |
| 19 de julho    | Arno Breker                  | escultor                                                | Império Alemão                             | m. 1991     |             |
| 6 de agosto    | Vicente Rosal Ferreira Leite | pintor                                                  | Brasil                                     | m. 1941     |             |
| 15 de agosto   | Jack Tworkov                 | pintor                                                  |                                            | m. 1982     |             |
| 23 de agosto   | Louise Nevelson              | artista                                                 | Império Russo · (Ucrânia) · Estados Unidos | m. 1988     |             |
| 20 de setembro | Carlos Carneiro              | pintor                                                  | Reino Unido de Portugal, Brasil e Algarves | m. 1971     |             |
| 9 de outubro   | Ismael Nery                  | pintor                                                  | Brasil                                     | m. 1934     |             |
| 14 de outubro  | Roland Penrose               | pintor, historiador de arte e poeta                     | Reino Unido                                | m. 1987     |             |
| 16 de outubro  | Edward Ardizzone             | escritor e ilustrador                                   | Reino Unido                                | m. 1979     |             |
| 16 de outubro  | Primo Conti                  | artista futurista                                       | Itália                                     | m. 1988     |             |
| 28 de outubro  | Eduardo Malta                | pintor                                                  | Reino Unido de Portugal, Brasil e Algarves | m. 1967     |             |
| 20 de novembro | Chester Gould                | cartunista                                              | Estados Unidos                             | m. 1985     | [ 1 ] [ 2 ] |
| ??             | Zina Aita                    | pintora e desenhista                                    | Brasil                                     | m. 1967     |             |
| ??             | Fannie Nampeyo               | potter and ceramic artist                               |                                            | m. 1987     |             |

## Mortes

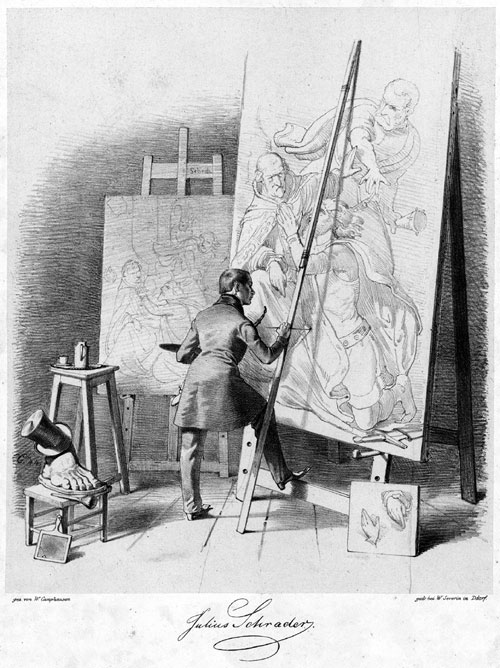
Julius Schrader (Litografia de Wilhelm Camphausen, 1844).

| Data            | Nome                               | Profissão                      | Nacionalidade              | Observações | Ref   |
| --------------- | ---------------------------------- | ------------------------------ | -------------------------- | ----------- | ----- |
| 3 de fevereiro  | William Stanley Haseltine          | desenhista e pintor            | Estados Unidos             | n. 1835     |       |
| 16 de fevereiro | Julius Schrader                    | pintor                         | Confederação Germânica     | n. 1815     |       |
| 7 de abril      | Frederic Edwin Church              | pintor                         | Estados Unidos             | n. 1826     | [ 3 ] |
| 23 de abril     | Jasper Francis Cropsey             | pintor                         | Estados Unidos             | n. 1823     |       |
| 5 de maio       | Ivan Konstantinovich Aivazovskii   | pintor                         | Império Otomano (Ucrânia)  | n. 1817     |       |
| 15 de outubro   | Nicola Antonio Facchinetti         | pintor, desenhista e professor | Império Austríaco (Itália) | n. 1824     |       |
| ??              | Alexandre Defaux                   | pintor                         | França                     | n. 1826     |       |
| ??              | Giovanni Battista Castagneto       | pintor, desenhista e professor | Reino da Sardenha (Itália) | n. 1851     |       |
| ??              | Antoine Vollon                     | pintor                         | França                     | n. 1833     |       |
| ??              | Antônio Benedicto de Santa Bárbara | escultor e entalhador          | Brasil Colónia             | n. 1811     | [ 4 ] |